# Harold Craxton
Harold Craxton (* 30. April 1885 in London; † 30. März 1971 ebenda) war ein englischer Pianist, Komponist und Musikpädagoge.

## Leben
Aufgewachsen in Devizes, Wiltshire, studierte Craxton Klavierspiel bei Tobias Matthay und Cuthbert Whitemore. Er wurde bald als Klavierbegleiter von Nellie Melba, Clara Butt, John McCormack und Lionel Tertis bekannt. 1915 heiratete er die Cellistin Essie Faulkner. 1914–1919 unterrichtete er an der Tobias Matthay Piano School. Danach wirkte er bis 1965 als Professor für Klavier an der Royal Academy of Music. Zu seinen Schülern zählten Ronald Kinloch Anderson, Alexander Kelly, Alan Richardson und Denis Matthews.
Neben zahlreichen Klavierstücken komponierte Craxton in den 1910er Jahren Lieder, die u. a. von Clara Butt, ihrem Mann Kennerley Rumford, Carrie Tubb und John McCormack gesungen wurden. Seit den 1920er Jahren interessierte er sich für Alte Musik. Er veröffentlichte und arrangierte Kompositionen von Henry Purcell, Giovanni Stefano Carbonelli und anderen. Anfang der 1930er Jahre entstanden freie Transkriptionen wie The Plaint of Love, Siciliano and Rigadon, Meditation und Bourrée Humoresque. 1944 entstanden vier Lieder nach Texten von William Shakespeare, die er den Sängern Isobel Baillie und Roy Henderson widmete. Die meisten seiner Kompositionen bearbeitete Craxton über längere Zeit, und sie sind in verschiedenen Versionen überliefert. So gibt es von dem Stück Hear the mermaids softly singing acht verschiedene Versionen, die sich teils derart unterscheiden, dass sie wie verschiedene Stücke wirken.
Craxton hatte sechs Kinder, von denen Janet Craxton als Oboistin und John Craxton als Maler bekannt wurden. 1971 wurde der Craxton Memorial Trust gegründet, der junge Instrumentalisten, insbesondere Pianisten, fördert.

## Werke

### Klavierwerke
- 3 Pieces, (1911)
- Three Album Leaves on the initials E. F. (1917)
- Little Robin Goodfellow - Scherzetto (1917)
- Gavotte in E flat (1917)
- A Shepherdess in Porcelain (1917)
- Woodland Lullaby (1917)
- Timothy's Pieces (1921)
- Tuneful Topics (1925)
- Here and There (1930)
- Two Little Studies (1930)
- Two Soudanese Pieces (1930)
- December and May (1931)
- Springtime (1931)
- Tahitian Dance (1931)
- Two Pastoral Preludes (1931)
- The Happy Hunter (1932)
- The Plaint of Love (1935)
- Siciliano and Rigadon (1935)
- Aeroplanes and Trains (1936)
- Two Mazurkas (1937)
- Meditation (Vita in ligno moritur) (1938)
- Bourrée Humoresque (1938)
- Five Impromptus (1939)
- Seven Pieces (1947)
- An Album Leaf (1955)
- Eight Preludes (1955)
- Two Studies (1959)
- Six Pieces (1961)
- Slavonic dance[1]
- A quiet tune[2]

### Klaviertranskriptionen
- Purcell: Five Pieces (1920)
- Bull: The King's Hunt (1923)
- Weelkes: Galliard (1923)
- Anon (16th Century): Alman (1924)
- Boyce: Tempo di Gavotta (1926)
- Bach: Largo from Clavier Concerto in F minor (1927)
- The Craxton-Moffatt Collection of Old Keyboard Music (1928–1937)
- Schubert: Nacht und Träume (1928)
- Eccles: A Trumpet Tune (1928)
- Couperin: The Gossip (1931)
- Easy Elizabethans (1933)
- Airs and Graces from the Early 18th Century (1935)
- Two Pieces (1936)
- The Fiddler at the Feast (1936)
- Anon: Minuet and Rigadoon (1936)
- Dance Tunes of Other Days, (1937)
- Arne: Gavotte from Sonata no 5 (1945)
- Two 18th Century Minuets (1959)

### Lieder
- Come you, Mary! (Norman Gale) (1914)
- March on! Canada! (Lily Alice Lefevre) (1914)
- Mavis (L. A. Lefevre) (1914)
- A Requiem (Robert Louis Stevenson) (1914)
- Bless thou the Lord, 0 my Soul (Psalm 104) (1915)
- Hearts in Love (Edward de Vere) (1915)
- Oh! To see the Cabin Smoke (P. J. O’Reilly) (1915)
- Timothy (Norman Gale) (1915)
- Shepherd Love (Helen Taylor) (1916)
- Sorrow no more (Fred G. Bowles) (1916)
- The Country Faith (Norman Gale) (1917)
- Bless my Brooms (Janet Begbie) (1919)
- The Snowdrop (Norman Gale) (1924)
- Beloved, I am lonely (May Aldington) (1926)
- Two Songs from Shakespeare (O Mistress Mine; It was a Lover and his Lass) (1944)
- Two Songs from Shakespeare (Come away death; Sigh no more, ladies) (1944)